# Milton Caraglio
Milton Joel Caraglio Lugo (Rosario, 1 de diciembre de 1988) es un futbolista argentino que se desempeña como delantero en Central Córdoba de Rosario de la Primera C de Argentina.

## Trayectoria
Debutó en primera división en un partido entre Rosario Central y San Lorenzo de Almagro. Anotó su primer gol en Primera el sábado 15 de noviembre de 2008, en la victoria de Rosario Central ante el Club Atlético Huracán 2 a 0, en condición de visitante.
En mayo de 2009 sufrió una rotura de ligamentos cruzados, lesión que lo marginaría de las canchas por un plazo de aproximadamente 6 meses, lo que le impidió formar parte del plantel por lo que restaba de ese campeonato. En el Torneo Clausura 2010, el tanque pudo volver a jugar luego de 7 meses de inactividad. En el mismo año con permiso del equipo rosarino viajó a Europa para tramitar su pasaporte (Tiene orígenes italianos), aprovechando su estancia en el Viejo Continente para disputar un partido amistoso con la camiseta del West Ham United ante el Milton Keynes Dons, ingresando a los 64 minutos. Ese partido terminó 2-0 a favor del West Ham. Tras la prueba en el equipo inglés regresó a la Argentina.
A mitad de 2011 quedó libre, luego de varias lesiones, fue junto al jugador Alex Adji al New England Revolution, convirtiéndose en el primer Jugador Franquicia en la historia del club. Para la temporada 2012 llegó al Club Social de Deportes Rangers de Chile para reforzar el plantel, en Chile Caraglio consigue su mejor nivel siendo el goleador del equipo tanto en el torneo apertura como en el clausura, sumando un total de 16 goles.
El 10 de enero de 2013 es fichado a préstamo (€ 500 000) por el club italiano Pescara, firmando por tres temporadas; equipo en el que no logró conseguir regularidad y con el que sólo disputa 3 partidos, por lo cual decide romper el vínculo que mantenía con el club italiano.
A comienzos del mercado de verano europeo Caraglio es sondeado por varios clubes sudamericanos. El 11 de julio de 2013 ficha por Arsenal de Sarandí a préstamo por una temporada.
El 29 de julio de 2014 se convierte en nuevo refuerzo del Club Atlético Vélez Sarsfield, el delantero llega a préstamo por 18 meses con una opción de compra de 1 200 000 dólares. Hizo dupla en el ataque con Lucas Pratto.
El 20 de enero de 2016 llega al club Dorados de Sinaloa para la el torneo de la salvación. También jugó en el Atlas de Guadalajara donde su empeño fue bastante bueno con 16 goles en todo el torneo. 
El 23 de mayo de 2018 se da a conocer como jugador del Club Deportivo Cruz Azul.Anota Su primer gol en la Jornada 1 del Apertura 2018 ante Puebla. Para el Clausura 2019 tiene un excelente torneo al ser el segundo mejor goleador del torneo con 12 goles; además de ser reconocido como ser el anotador del gol 10000 del mítico estadio azteca.

## Selección nacional
Fue convocado por Diego Maradona para ser parte del plantel de la Selección de fútbol de Argentina durante el 2009. Sin embargo su lesión de ligamentos cruzados hizo que no pudiera jugar, por lo que fue sustituido por Esteban Fuertes.

## Estadísticas
| Club                                  | Div.                | Temporada           | Liga  | Liga  | Copas nacionales | Copas nacionales | Torneos internacionales | Torneos internacionales | Total | Total | Media goleadora |
| Club                                  | Div.                | Temporada           | Part. | Goles | Part.            | Goles            | Part.                   | Goles                   | Part. | Goles | Media goleadora |
| ------------------------------------- | ------------------- | ------------------- | ----- | ----- | ---------------- | ---------------- | ----------------------- | ----------------------- | ----- | ----- | --------------- |
| Rosario Central Argentina             | 1°                  | 2006-07             | 8     | 0     | —                | —                | —                       | —                       | 8     | 0     | 0               |
| Rosario Central Argentina             | 1°                  | 2007-08             | 2     | 0     | —                | —                | —                       | —                       | 2     | 0     | 0               |
| Rosario Central Argentina             | 1°                  | 2008-09             | 21    | 7     | —                | —                | —                       | —                       | 21    | 7     | 0,33            |
| Rosario Central Argentina             | 1°                  | 2009-10             | 16    | 4     | —                | —                | —                       | —                       | 16    | 4     | 0,25            |
| New England Revolution Estados Unidos | 1°                  | 2011                | 12    | 3     | —                | —                | —                       | —                       | 12    | 3     | 0,25            |
| New England Revolution Estados Unidos | Total club          | Total club          | 12    | 3     | —                | —                | —                       | —                       | 12    | 3     | 0,25            |
| Rangers · Chile                       | 1°                  | 2012                | 37    | 16    | 7                | 1                | —                       | —                       | 44    | 17    | 0,38            |
| Rangers · Chile                       | Total club          | Total club          | 37    | 16    | 7                | 1                | —                       | —                       | 44    | 17    | 0,38            |
| Pescara Calcio · Italia               | 1°                  | 2012-13             | 4     | 0     | —                | —                | —                       | —                       | 4     | 0     | 0               |
| Pescara Calcio · Italia               | Total club          | Total club          | 4     | 0     | —                | —                | —                       | —                       | 4     | 0     | 0               |
| Arsenal de Sarandí Argentina          | 1°                  | 2013-14             | 30    | 7     | 3                | 1                | 10                      | 1                       | 43    | 9     | 0,21            |
| Arsenal de Sarandí Argentina          | Total club          | Total club          | 30    | 7     | 3                | 1                | 10                      | 1                       | 43    | 9     | 0,21            |
| Vélez Sarsfield Argentina             | 1°                  | 2014                | 19    | 2     | —                | —                | —                       | —                       | 19    | 2     | 0,10            |
| Vélez Sarsfield Argentina             | 1°                  | 2015                | 25    | 6     | 3                | 4                | —                       | —                       | 28    | 10    | 0,35            |
| Vélez Sarsfield Argentina             | Total club          | Total club          | 44    | 8     | 3                | 4                | —                       | —                       | 47    | 12    | 0,25            |
| Dorados de Sinaloa · México           | 1°                  | 2016                | 14    | 6     | 2                | 2                | —                       | —                       | 16    | 8     | 0,50            |
| Dorados de Sinaloa · México           | Total club          | Total club          | 14    | 6     | 2                | 2                | —                       | —                       | 16    | 8     | 0,50            |
| Tijuana · México                      | 1°                  | 2016-17             | 39    | 9     | 4                | 0                | —                       | —                       | 43    | 9     | 0,21            |
| Tijuana · México                      | Total club          | Total club          | 39    | 9     | 4                | 0                | —                       | —                       | 43    | 9     | 0,21            |
| Atlas F. C. · México                  | 1°                  | 2017-18             | 34    | 16    | 4                | 1                | —                       | —                       | 38    | 17    | 0,44            |
| Atlas F. C. · México                  | 1°                  | 2020-21             | 20    | 1     | —                | —                | —                       | —                       | 20    | 1     | 0,05            |
| Atlas F. C. · México                  | Total club          | Total club          | 54    | 17    | —                | —                | —                       | —                       | 54    | 17    | 0,31            |
| Cruz Azul F. C. · México              | 1°                  | 2018-19             | 35    | 17    | 9                | 5                | —                       | —                       | 43    | 19    | 0,44            |
| Cruz Azul F. C. · México              | 1°                  | 2019-20             | 15    | 5     | 1                | 3                | 1                       | 2                       | 17    | 6     | 0,35            |
| Cruz Azul F. C. · México              | 1°                  | 2020-21             | 10    | 0     | —                | —                | —                       | —                       | 10    | 0     | 0               |
| Cruz Azul F. C. · México              | Total club          | Total club          | 60    | 22    | 10               | 9                | —                       | —                       | 70    | 25    | 0,36            |
| Rosario Central Argentina             | 1°                  | 2021                | 7     | 1     | —                | —                | 2                       | 1                       | 9     | 2     | 0,22            |
| Rosario Central Argentina             | 1°                  | 2022                | —     | —     | 8                | 0                | —                       | —                       | 8     | 0     | 0               |
| Rosario Central Argentina             | Total               | Total               | 54    | 12    | 8                | 0                | 2                       | 1                       | 64    | 13    | 0,20            |
| San Luis · Chile                      | 2°                  | 2022                | 10    | 0     | —                | —                | —                       | —                       | 10    | 0     | 0               |
| San Luis · Chile                      | Total club          | Total club          | 10    | 0     | —                | —                | —                       | —                       | 10    | 0     | 0               |
| Venados F. C. · México                | 2°                  | 2023                | 16    | 1     | —                | —                | —                       | —                       | 16    | 1     | 0,06            |
| Venados F. C. · México                | Total club          | Total club          | 16    | 1     | —                | —                | —                       | —                       | 16    | 1     | 0,06            |
| Central Córdoba (R) Argentina         | 4°                  | 2023                | —     | —     | —                | —                | —                       | —                       | 0     | 0     | 0,00            |
| Central Córdoba (R) Argentina         | Total club          | Total club          | —     | —     | —                | —                | —                       | —                       | 0     | 0     | 0,00            |
| Total en su carrera                   | Total en su carrera | Total en su carrera | 373   | 101   | 37               | 12               | 12                      | 2                       | 427   | 115   | 0,28            |
| 1.                                    |                     |                     |       |       |                  |                  |                         |                         |       |       |                 |

## Palmarés

### Campeonatos nacionales
| Título              | Equipo    | País      | Año  |
| ------------------- | --------- | --------- | ---- |
| Copa Argentina      | Arsenal   | Argentina | 2013 |
| Copa México         | Cruz Azul | México    | 2018 |
| Supercopa de México | Cruz Azul | México    | 2019 |